# سابلت (کانزاس)
سابلت (به انگلیسی: Sublette) شهری در ایالت کانزاس کشور ایالات متحده آمریکا است که جمعیت آن در سرشماری سال ۲۰۱۰ میلادی، ۱٬۴۵۳ نفر بوده‌است.